# Mario Saa
Mario Saa, eigentlich Mario Paes da Cunha e Sa, (* 18. Juni 1893 in Caldas da Rainha, Portugal; † 23. Januar 1971 in Ervedal, Gemeinde Avis, Portugal) war ein portugiesischer Schriftsteller, vor allem Lyriker, Exzentriker und dilettantischer Camões-Forscher. Er war ein Vertreter der literarischen Moderne in Portugal.

## Leben
Saa entstammte gutbürgerlichen-wohlhabenden Verhältnissen. 1895 zog die Familie in den Distrikt Avis, wo sein Vater den Hausberg Monte de Pero Viegas kaufte, auf dem die Familie fortan lebte und Saa bis zu seinem Tod wohnte. Sein Vater war ein in Portugal sehr anerkannter Notar und der junge Mario besuchte zunächst eine Schule in Louriçal, dann in Évora. Dort begann er 1913 auch mit dem Studium der Naturwissenschaften. 1917 wechselte Saa an die Universität Lissabon, wo er bis 1930 zunächst Mathematik und dann anschließend Medizin zu studieren begann. Er schloss jedoch kein Studium ab und blieb zeitlebens ohne Studienabschluss. Um seinem Sohn eine sinnvolle Aufgabe zu geben, entschied der schon betagte Vater ab 1930, ihn auf Lebenszeit als Verwalter familiärer Landwirtschaftsgüter einzustellen und ihm einen Teil des Einkommens zu belassen. Davon und vom üppigen Erbe konnte er seine vielen Interessen und seine literarischen Neigungen befriedigen und finanzieren.
Der Dichter starb am 23. Januar 1971 auf dem Hausberg der Familie nahe der Gemeinde Ervendal bei Avis.

## Exzentrik und Literatur
Mario Saa war an sehr vielen Dingen gleichzeitig interessiert: so an Archäologie, Philosophie, Genealogie, antiker Geographie, Lyrik, Astrologie, Graphologie und an der Camões-Forschung. Als Amateur-Archäologe war er an der Erforschung der Römerstraßen aus der Zeit Kaiser Antoninus Pius in Portugal tätig, über die er auch ein Buch schrieb. Absichtlich fuhr er ein sehr altes und kleines Auto, über das er einmal schrieb, dass, wenn er schnell fahre, sein Monokel durch den Wind in den Orbit gezogen werde. Saa galt als leicht verrückt und völlig anders als die meisten anderen Literaten seiner Zeit in Portugal. Er war häufiger Gast in dem Künstlercafe „A Brasileira“ in Lissabon. Saa war ein großer Verehrer von Friedrich Nietzsche, dessen Werk einen großen Einfluss auf ihn ausübte. Er soll sehr altruistisch gewesen sein und sich sehr für die Erforschung der weiblichen Psyche interessiert haben. Am exzentrischsten aber war seine dilettantische Forschung über Luís de Camões: so schrieb er ein Buch über angebliche Gedichte, die der Vater von Camões, Simao Vaz de Camões, geschrieben habe und als dessen „Entdecker“ und Herausgeber er sich sah. Auch behauptete er, der erste Mensch weltweit zu sein, der das echte Geburtsdatum von Camões, dessen genaue Lebensdaten nicht gesichert und überliefert sind, gefunden habe. Über das wissenschaftlich nicht verifizierte Datum des 23. Januar 1524 schrieb er sogar ein eigenes Buch.
In seinem Werk „A Invasão dos Judeus“ zeigte er sich als pathologischer Antisemit, der sich von Juden umstellt sah, die er für die Republik verantwortlich machte und den Niedergang der „germanischen Rasse“. Ganz unprätentios schrieb er für die normalen Literaturzeitschriften wie Presença, Athena, Contemporânea, Momentum, Sudoeste, Tempo Presente.

## Werke (Auswahl)
- Evangelho de Sao Vito, (Das Evangelium des Heiligen Vitus), 1917.
- Portugal Cristao - Novo ou os judeus na Republica, (Christliches Portugal- oder warum die Juden neuerdings auch schon in der Republik sind), 1921.
- Poemas heroicos - Simao Vaz de Camões, Publicado de Mario Saa, 1921. (Heldenhafte Gedichte, Simao Vaz de Camões – Simao de Camões war der Vater von Luis de Camoes, die Wissenschaft zweifelt bis heute an der Echtzeit der Verse).
- Camões no Maranhão (Camões in Maranhao) (Maranhao ist ein Gebiet in Brasilien, Camões war niemals dort, aber das gehörte zu den Exzentrizitäten von Saa, dass er Camões einiges andichtete), 1922.
- Tabua Genealogica da Vararia Vaz de Camões, 1924.
- A invaçao dos judeus (Die Invasion der Juden), Streitschrift über die Literarische Moderne in Portugal und Europa, 1925.
- Proclamaçao a Patria: Uma alianca Luso-Catalao, 1931. (Vaterländische Proklamation einer portugiesisch-katalanischen Allianz).
- Erridania: a geografia mais antiga do occidente, 1936.
- As memorias astrologias de Camões e o nascimento do poeta em 23. de Janeiro 1524, (1940), (Astrologische Weissagung über Camoes und seine Geburt am 23. Januar 1524; immerhin ein Broschur von gut 40 Seiten).
- As grandes vias da Lusitania – o interario de Antonio Pio (6 Ausgaben, von 1957 bis 1967), (Schrift über die Erforschung römischer Straßen in Lusitanien aus der Zeit Kaiser Antoninus Pius).
- Poesia e alguma prosa (Gedichte und sonstige Texte), posthum 2006 aus den einzelnen Magazinen zusammengestellt.